# Johan Jakob Rutberg
Johan Jakob Rutberg, född 25 oktober 1787 i Nederkalix socken, död 22 januari 1854 i Stockholm, var en svensk lantbrukare och politiker.
Johan Rutberg var son till kronolänsmannen Israel Rutberg. Rutberg, som var sockenskrivare i Nederkalix men från ungdomen ägnade sig åt jordbruk, var bosatt efter vartannat i Ytterbyn, Rolfs, Gammelgården och Björknäs. Han tillhörde bondeståndet vid samtliga riksdagar från 1817–1818 till 1853–1854. Under sin första riksdagstid hörde han till de ivrigaste oppositionsmännen inom ståndet och stod oppositionsledaren Anders Danielsson nära. Då Rutberg 1823 kom med nya signaler i försvars- och grundskattefrågorna och föreslog indelningsverkets ersättande med allmän värnplikt, drog han över sig de konservativas ovilja och man yrkade på att han med detta förslag borde beivras inför domstol. Ännu vid riksdagen 1840–1841 hörde Rutberg till de ledande inom oppositionspartiet, men rivalitet med partichefen Hans Jansson i Bräcketorp lockade honom sedan till flera avsteg från partiets linje. Då Hans Jansson vid de följande riksdagarna placerades i talmansstolen, gjorde Rutberg allt för att försvåra ledningen av förhandlingarna. Ofta kämpade han nu även sakligt på de konservativas linje, såsom då han 1848 arbetade mot det av Oscar I begärda kreditivet för krigsrustningar till hjälp åt Danmark. Rutberg, som mot slutet var bondeståndets ålderman, tillhörde in i det sista ståndets mest verksamma och stridbara ledamöter.
Han var gift första gången med Maria Bergman, tidigare gift Eneskjöld och halvsyster till Johan Bergman Olson, och andra gången med Brita Ulrika Granström. Han var med andra hustrun far till majoren Johan Rutberg.